# Raffaello Bonusi
Raffaello Bonusi (Gavardo, 31 gennaio 1992) è un ex ciclista su strada italiano, professionista dal 2017 al 2018.

## Carriera
Nato nel 1992 a Gavardo, in provincia di Brescia, da juniores nel 2010 vince tre gare, tra cui il Trofeo Città di Ivrea. Dopo le prime tre stagioni tra gli Under-23, nel 2014 passa alla squadra Continental della Marchiol-Emisfero; nel biennio seguente veste invece la maglia della General Store-Bottoli-Zardini, vincendo nel 2015 la Coppa Messapica e l'anno successivo la Freccia dei Vini.
Nell'agosto 2016, a 24 anni, diventa stagista presso il team Professional Continental dell'Androni-Sidermec, aggiudicandosi in settembre una tappa e la classifica generale del Tour of China I. Confermato nell'organico 2017 della squadra, in stagione conclude la Tirreno-Adriatico e la Milano-Sanremo, e vince la prima tappa della Vuelta al Táchira in Venezuela.
Chiude la carriera a fine 2018, a 26 anni, dopo un'altra stagione all'Androni.

## Palmarès
- 2010 (Juniores)

Trofeo Pierino Persico
Trofeo Citta di Ivrea
Gran Premio Pedale Bresciano
- 2015 (General Store-Bottoli-Zardini, una vittoria)[2]

Coppa Messapica
- 2016 (General Store-Bottoli-Zardini, una vittoria[3]/Androni, due vittorie)

Freccia dei Vini
3ª tappa Tour of China I (Banan > Banan)
Classifica generale Tour of China I
- 2017 (Androni, una vittoria)

1ª tappa Vuelta al Táchira (San Cristóbal > Táriba)

## Piazzamenti

### Classiche monumento
- Milano-Sanremo

2017: 105º